# Wharfe
 (juillet 2014).
Si vous disposez d'ouvrages ou d'articles de référence ou si vous connaissez des sites web de qualité traitant du thème abordé ici, merci de compléter l'article en donnant les références utiles à sa vérifiabilité et en les liant à la section « Notes et références ».
La Wharfe (en anglais river Wharfe) est une rivière du Yorkshire, en Angleterre, et un affluent de l'Ouse du Yorkshire, donc un sous-affluent de la Trent. 

## Géographie

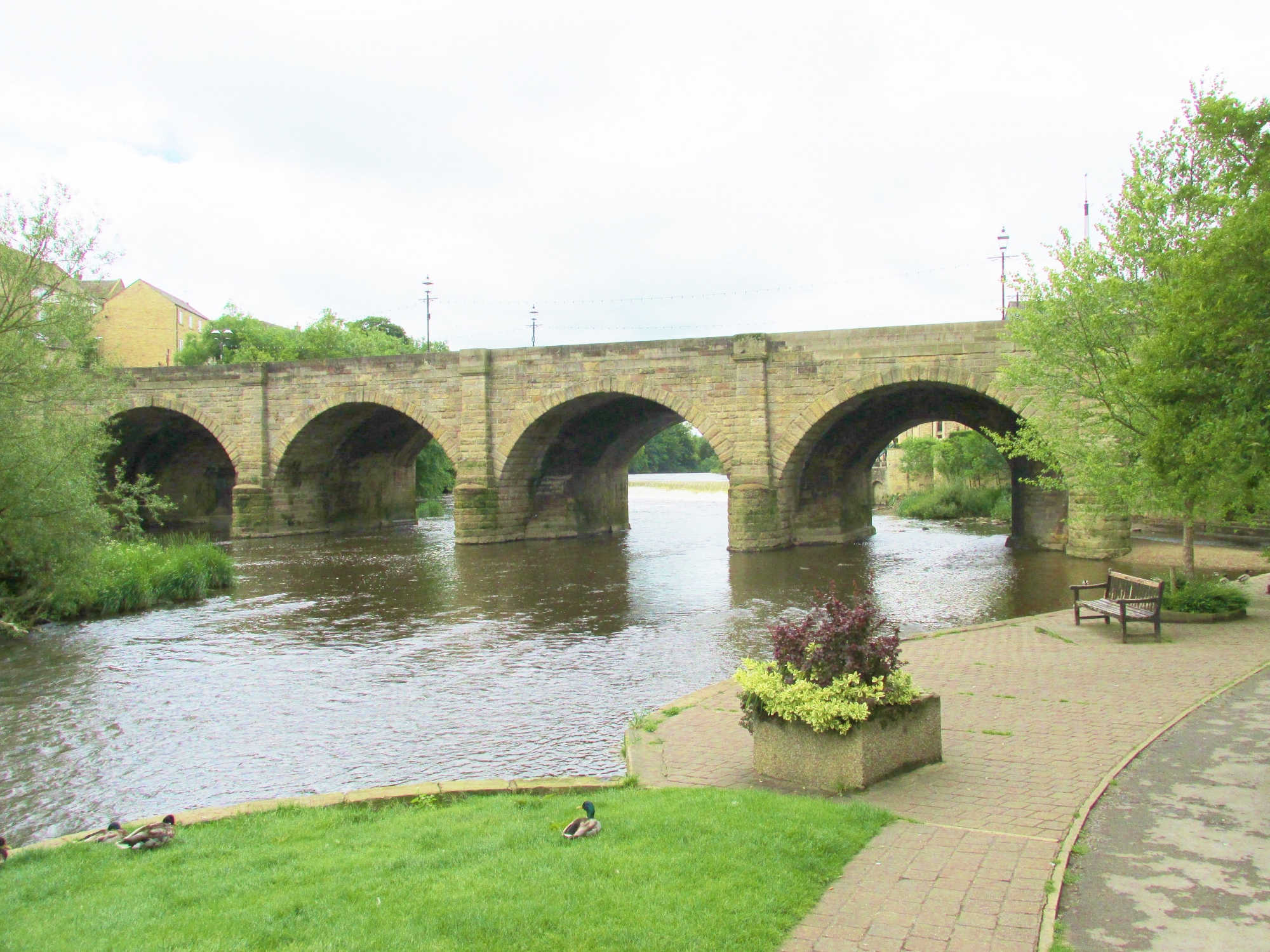
Pont de Wetherby.

Elle mesure environ 97 km de longueur, dont une bonne partie sépare le Yorkshire de l'Ouest du Yorkshire du Nord. De son origine, dans le Yorkshire Dales National Park, jusqu'à sa jetée, dans la Great Ouse près de Cawood, elle traverse Kettlewell, Grassington, Bolton Abbey, Addingham, Ilkley, Burley-in-Wharfedale, Otley, Wetherby et Tadcaster. Le trajet de la source jusqu'aux alentours d'Addingham est connue comme l'Upper Wharfedale, passage très différent du reste de la rivière.
La vallée de la Wharfe est connue sous le nom de Wharfedale.

## Étymologie
Le nom Wharfe est celtique[réf. souhaitée].